# Zsuzsa Polgár
Zsuzsa Polgár, po zmianie obywatelstwa Susan Polgar (ur. 19 kwietnia 1969 w Budapeszcie) – węgierska szachistka i trener szachowy (FIDE Senior Trainer od 2004), reprezentantka Stanów Zjednoczonych od 2002, mistrzyni świata w szachach w latach 1996–1999.

## Życiorys

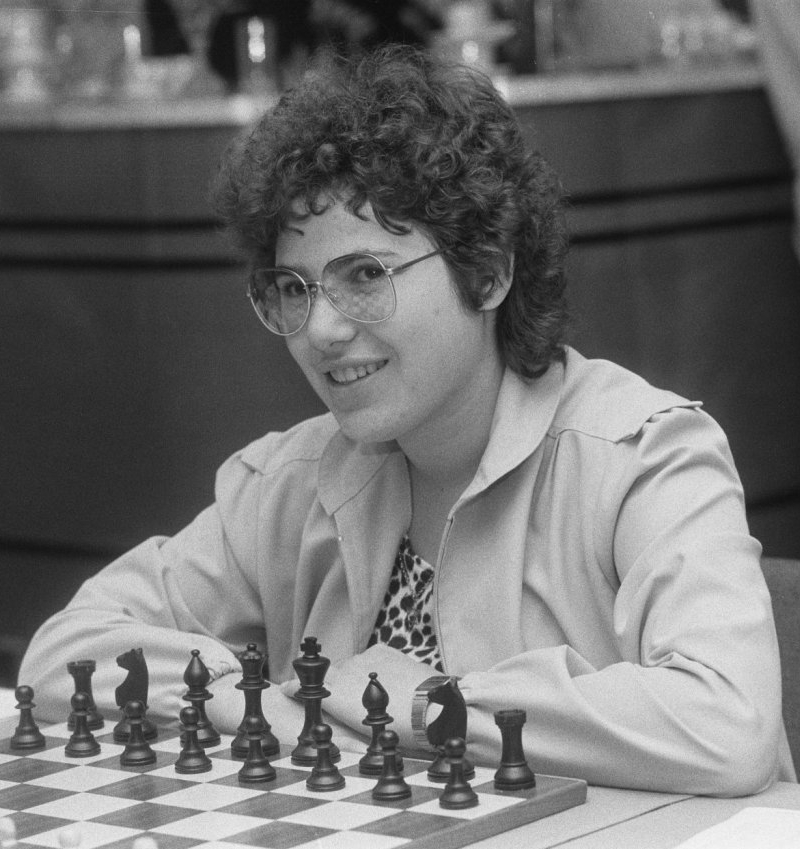
Zsuzsa Polgár, Amsterdam 1985

Zsuzsa, najstarsza z trzech sióstr szachistek (oprócz niej, także Judit i Zsófii), od dziecka była trenowana przez swojego ojca Laszlo Polgára. W wieku czterech lat wygrała dziesięć partii (bez porażki i remisu) w mistrzostwach Budapesztu dzieci do 11 lat. Jako dwunastolatka zdobyła tytuł mistrzyni świata dziewcząt w kategorii do 16 lat, trzy lata później, w 1984 roku legitymowała się najwyższym rankingiem wśród kobiet.
Jako nastolatka zaczęła odnosić sukcesy w turniejach z udziałem mężczyzn. Zgodnie z założeniami swojego ojca i trenera unikała rozgrywek w wyłącznie kobiecym gronie. W 1986 roku była pierwszą kobietą, która uczestniczyła w turnieju strefowym - eliminacji do mistrzostw świata. W tymże roku Międzynarodowa Federacja Szachowa FIDE podjęła kontrowersyjną decyzję, podwyższając rankingi o 100 punktów wszystkim kobietom z wyłączeniem Zsuzsy Polgár, co dyskryminowało młodą zawodniczkę. Pomimo tego od 1984 roku nieprzerwanie znajduje się w pierwszej trójce wśród kobiet na liście rankingowej FIDE, wyprzedzana jedynie przez swą młodszą siostrę, Judit. W 1991 roku, jako pierwsza kobieta, wywalczyła tytuł "męskiego" arcymistrza, wypełniając trzy normy na ten tytuł (przed nią dwóm Gruzinkom, Nonie Gaprindaszwili i Mai Cziburdanidze FIDE przyznała tytuł arcymistrza za zdobycie mistrzostwa świata kobiet).
Na początku lat 90., gdy najmłodsza z sióstr, Judit, robiła ogromne postępy i osiągnęła wyższy ranking od starszej siostry i trenerki, zdecydowała się wystartować w rozgrywkach o mistrzostwo świata kobiet. Pierwszy występ był pechowy. Wprawdzie w turnieju pretendentek w Szanghaju w 1992 roku zdeklasowała rywalki, wyprzedzając dwie najgroźniejsze konkurentki, Nanę Ioseliani i Maję Cziburdanidze o trzy punkty, jednak nie potrafiła sobie poradzić z Ioseliani w meczu finałowym (Monaco, 1993), który zakończył się po dwóch dogrywkach remisem 6 - 6. O wygranej Ioseliani zadecydował rzut monetą. W następnym cyklu rozgrywek Zsuzsa wspólnie z Cziburdanidze wygrała turniej pretendentek w Tilburgu (1994), po czym zdecydowanie zwyciężyła byłą mistrzynię świata 5½ - 1½ (Petersburg, 1995). Poradziła sobie też z ówczesną mistrzynią Xie Jun, wygrywając mecz o tytuł mistrzyni świata w 1996 roku w stosunku 8½ - 4½. Pozostała niepokonaną mistrzynią świata, ponieważ nie przystąpiła do meczu w obronie tytułu w 1999 roku na skutek braku porozumienia z FIDE co do warunków przeprowadzenia tego meczu.
Zsuzsa Polgár odnosiła wiele sukcesów w potyczkach z najsilniejszymi szachistami. Ma na swoim koncie, między innymi, wygrane partie z Anatolijem Karpowem, Wiktorem Korcznojem, Gatą Kamskim i Wasilijem Iwanczukiem. Sześciokrotnie reprezentowała Węgry na kobiecych olimpiadach szachowych, zdobywając wraz z drużyną sześć medali: trzy złote, dwa srebrne i jeden brązowy.
Od 2002 roku jest obywatelką USA, działaczką szachową, dziennikarką i trenerką. Prowadzi szkołę szachową Susan Polgár Chess Center w Nowym Jorku, a także Susan Polgár Foundation, fundację mającą na celu promocję szachów kobiecych i młodzieżowych w USA.
W 2004 powróciła do szachów turniejowych, wygrywając między innymi otwarte mistrzostwa USA w szachach błyskawicznych oraz reprezentując swój kraj na szachowej olimpiadzie w Calvii, gdzie zdobyła trzy medale: złoty za najlepszy uzyskany wynik rankingowy, srebrny - za indywidualny wynik na I szachownicy oraz brązowy (wraz z drużyną).
W lipcu 2005 Zsuzsa Polgár ustanowiła w Palm Beach na Florydzie rekord świata w grze symultanicznej. W ciągu 16 godzin i 30 minut rozegrała 326 partii (zwyciężając w 309, remisując 14, a 3 przegrywając), pokonując w tym czasie dystans ponad 15 kilometrów. Osiągnięcie to zostało wpisane do księgi rekordów Guinnessa. Rekord ten został pobity 21 lutego 2009 przez bułgarskiego arcymistrza Kiryła Georgijewa, który w ciągu 14 godzin rozegrał jednocześnie 360 partii, 284 wygrywając, 70 remisując, a 6 przegrywając.

## Wybrane publikacje
- Queen of the Kings [sic] Game (z Jacobem Shutzmanem) (1997) ISBN 0-9657059-7-8
- Teach Yourself Chess in 24 Hours (2003)
- World Champion's Guide to Chess (2005) ISBN 0-8129-3653-1
- Breaking Through (2005) ISBN 0-02-864408-5
- Chess Tactics for Champions (2006) ISBN 0-8129-3671-X